# Kinépolis
Kinepolis, la raó social del qual és Kinepolis Group, N.V., és una empresa belga fundada el 1997 dedicada a l'exhibició cinematogràfica. Actualment, compta amb 111 complexos i 1138 sales a Bèlgica, Països Baixos, França, Espanya, Suïssa, Luxemburg, Polònia, Canadà i els Estats Units. La companyia és propietària de la cadena de cinemes canadenca Landmark Cinemas i de la nord-americana MJR Theatres.

## Història
A la dècada de 1960, Albert Bert va adquirir el Cinema Majestic del seu pare i posteriorment el va enderrocar per construir un modern cinema amb dues sales. Aquests cinemes es caracteritzaven per tenir pantalles grans i files inclinades per a una visió sense obstacles. Més tard, Albert Bert i Rose Claeys-Vereecke van obrir el primer trioscoop, un cinema amb tres sales, a Bèlgica. En els anys següents, Bert i Claeys van obrir cada cop més cinemes més grans, incloent-hi el primer múltiplex a Gant i el primer megaplex a Brussel·les.
Albert Bert era un visionari, creia que en oferir projeccions i so d'alta qualitat, juntament amb còmodes seients, en un moment en què la videocasset obligava molts cinemes a tancar, el públic continuaria sent lleial al cinema. Per tant, els seus cinemes comptaven amb so THX, pantalles grans i seients amb doble recolza braços i molt espai per a les cames. El 1981, Bert va fundar l'empresa Decatron per desenvolupar i construir els cinemes.
El 1997, les dues famílies van unir els seus cinemes a Kinepolis Group, que es va fer pública el 1998. La família Claeys va vendre les seves accions a inversors externs el 2006, deixant així la indústria cinematogràfica després de dècades de participació.
En la transició al nou mil·lenni, Kinepolis va adquirir una participació del 30% a la cadena alemanya Cinemaxx. Tot i això, aquesta inversió va resultar en pèrdues i el 2009, Kinepolis va vendre les seves últimes accions a l'empresa.
Una de les condicions imposades per l'autoritat belga de competència per a la fusió de Kinepolis Group va ser una prohibició de creixement al mercat belga. L'empresa necessitava permís de l'autoritat per a qualsevol projecte nou. Com a resultat, dos dels cinemes Utopolis adquirits a Bèlgica van haver de ser venuts, i Kinepolis va optar per vendre tots els cinemes Utopolis belgues a UGC Cinemas. Tot i això, el 2020, l'empresa va aconseguir que s'aixequés la prohibició d'expansió i, a partir del 12 d'agost del 2021, pot obrir nous cinemes sense necessitat de permís previ.
Des del 2010, Kinepolis ha experimentat un creixement significatiu mitjançant l'obertura de noves ubicacions i l'adquisició de diverses cadenes i cinemes independents. Algunes adquisicions importants inclouen Wolff Bioscopen el 2014, Utopolis el 2015, Landmark Cinemas el 2017 i MJR Digital Cinemas el 2019. A més, el 2011, van adquirir Brightfish, una empresa especialitzada en publicitat de cinema a Bèlgica.

## Kinépolis a Espanya

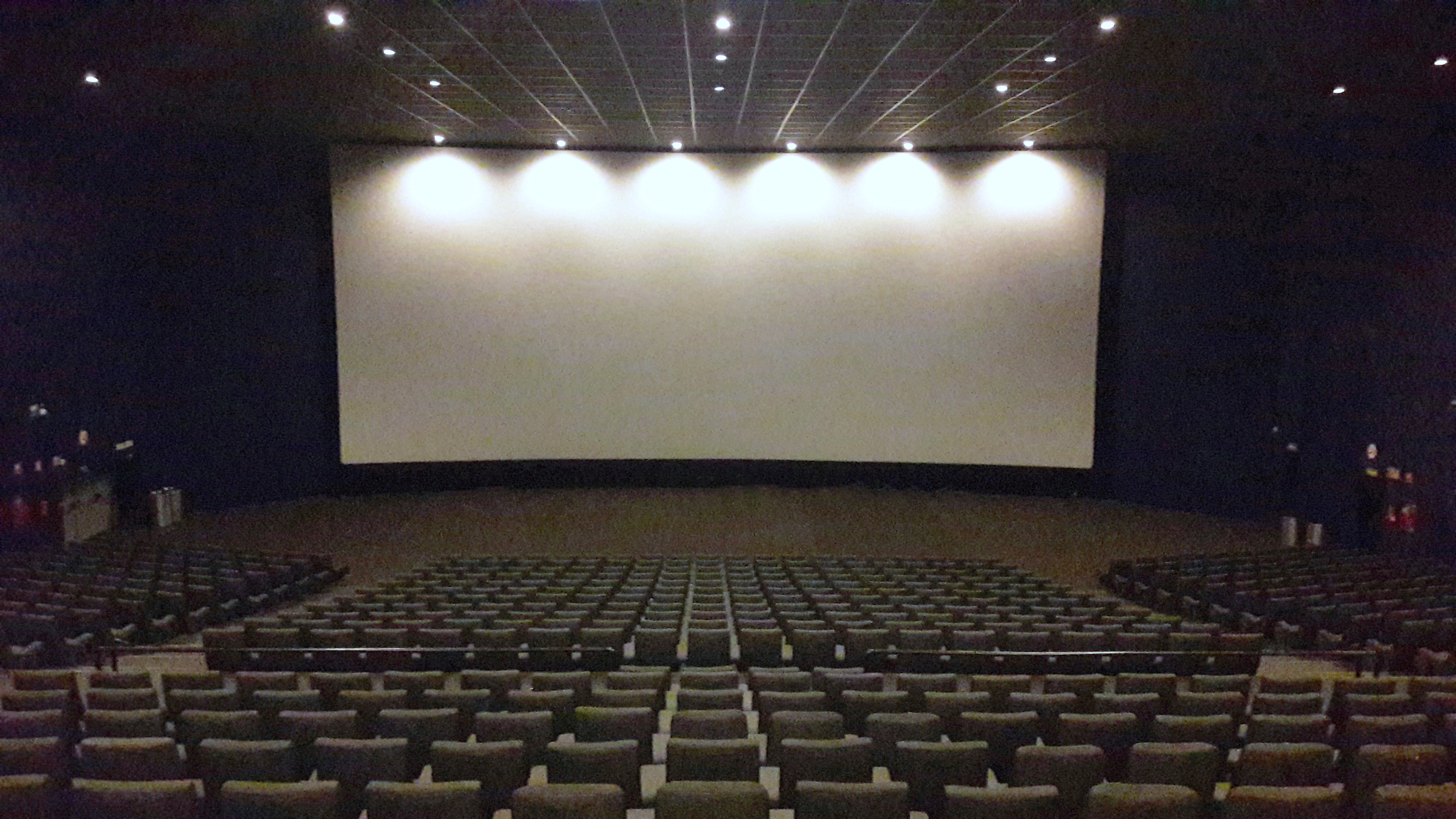
Sala dels cinemes Kinépolis Madrid Ciudad de la Imagen

Aquesta empresa es va establir a Espanya en el municipi de Pozuelo de Alarcón —Madrid—, a la Ciudad de la Imagen, el 1998, i té altres dos multicines més: un en Granada i un altre a València. Des de juny de 2014 també es troben a Alacant. En 2014 també es va establir a Alcobendas, en el centre d'oci Herón Diversia. En 2016 Kinépolis va obrir altres multicines en Armilla (Granada), situats al Centre Comercial Nevada Shopping, i el 2017 va inaugurar la primera sala 4DX.
El Kinépolis de Pozuelo de Alarcón alberga la sala de cinema més gran del món, segons figura en el Llibre Guinness dels Rècords; el de Pulianas —Granada— és el més gran de la meitat sud del país, i el de Paterna —València— és el de major grandària de tota la Comunitat Valenciana.
| Nom                                  | Nr. Sales | Ciutat                | Província | Comunitat Autònoma   |
| Kinépolis Alicante Plaza Mar 2       | 16        | Alacant               | Alacant   | Comunitat Valenciana |
| Kinépolis Alzira                     | 10        | Alzira                | València  | Comunitat Valenciana |
| Kinepolis FULL (Splau)               | 28        | Cornellà de Llobregat | Barcelona | Catalunya            |
| Kinépolis Granada                    | 15        | Pulianas              | Granada   | Andalusia            |
| Kinépolis La Cañada                  | 8         | Marbella              | Màlaga    | Andalusia            |
| Kinépolis Mataró Parc                | 12        | Mataró                | Barcelona | Catalunya            |
| Kinépolis Madrid Ciudad de la Imagen | 25        | Pozuelo de Alarcón    | Madrid    | Comunitat de Madrid  |
| Kinépolis Madrid Diversia            | 12        | Alcobendas            | Madrid    | Comunitat de Madrid  |
| Kinépolis Nevada                     | 12        | Armilla               | Granada   | Andalusia            |
| Kinépolis Valencia                   | 24        | Paterna               | València  | Comunitat Valenciana |